# Поліщук Любов Костянтинівна
Поліщук Любов Костянтинівна (28 лютого 1913, с. Петрівка, Гадяцького району Полтавської області — 24 квітня 1978) — українська вчена, докторка біологічних наук, професорка.

## Навчання
В 1940 році Л.Поліщук закінчила Київський державний університет імені Т.Шевченка.

## Трудова діяльність
Згодом Любов Поліщук працювала лаборантом кафедри фізіології тварин Київського державного університету імені Т.Шевченка. Але робота була перервана Другою світовою війною.
Після повернення з евакуації Л.Поліщук була призначена молодшим науковим співробітником Ботанічного саду імені академіка Олександра Фоміна Київського університету. Згодом, вона обійняла посади асистента та доцента кафедри фізіології рослин КДУ імені Т. Г. Шевченка.
Мешкала у Києві за адресою Бехтеревський провулок (Діонісівський), будинок 15.

## Наукова діяльність та наукові праці
Кандидатська дисертація Любові Поліщук, що була захищена у 1949 році, пов'язана з вивченням фізіолого-біохімічних особливостей морозостійкості плодових культур.
У 1959 році Любов Поліщук захистила докторську дисертацію, присвячену еколого-фізіологічним особливостям культури волоського горіха в Україні..
Любов Поліщук — автор 114 наукових праць та підручників. Серед них:
- О физиологических и биологических особенностях морозостойкости плодовых культур. — К.: Изд. КГУ им. Т.Г. Шевченко, 1948 (рос.) (у співавт. з Проценком Д. П.);
- О физиологических процессах у тыквы при пониженных температурах - К.: Изд. КГУ им. Т.Г. Шевченко, 1949 (рос.);
- Волоський горіх на Україні: стан насаджень та фізіологічні дослідження —  К.: Вид-во Київського ун-ту, 1959;
- Морозостійкість рослин - К.: Товариство для поширення політичних та наукових знань Української РСР, 1962;
- Патологічна фізіологія рослин з основами імунітету: навч. посібник для студ. біологічних факультетів університетів - К.: Вид-во Київського ун-ту, 1967;
- Фізіологія рослин: навч. посібник для студ. природничих факультетів педагогічних інститутів - К.: Вища школа, 1971;
- Біокаталізатори рослин: навч. посібник для студ. біологічних факультетів університетів - К.: Вища школа, 1973.

## Родина
Справу матері продовжив її син Віталій Володимирович Поліщук (1934—1999) — український вчений-біогеограф, академік Української міжнародної академії оригінальних ідей, член-кореспондент Української екологічної академії наук. Інший син - Юрій Володимирович Поліщук (1939-1998), доктор технічних наук, професор Київського національного університету будівництва і архітектури.